# スヴォーロフ (小惑星)
スヴォーロフ (2489 Suvorov) は小惑星帯に位置する小惑星。ロシアの女性天文学者、リュドミーラ・チェルヌイフがクリミア天体物理天文台で発見した。
18世紀のロシア帝国の軍人アレクサンドル・スヴォーロフに因んで命名された。